# RTBF
RTBF 혹은 벨기에 프랑스어 공동체 방송(프랑스어: Radio télévision belge de la communauté française)는 벨기에 남부 프랑스어 사용권(왈롱)의 정부 공영방송이다. 북부 플란데런에는 네덜란드어 방송 VRT가 있다. 본사는 브뤼셀에 있다. 2006년 12월 13일 RTBF 속보 사건으로 논란의 대상이 되었다.

## 채널

### 텔레비전
- 라 왼(La Une; '1'이라는 뜻)
- 티피크(TIPIK) : 2020년 9월 7일 라 되(La Deux; '2'라는 뜻)와 퓨어를 합쳐 론칭.
- 라 트루아(La Trois; '3'이라는 뜻)
  - 우프티비(OUFtivi) : 라 트루아의 어린이 블록.
- RTBF 위성(RTBF Sat) : 2010년 2월 15일 종방.

### 라디오
- 라 프르미에르(La Première)
- RTBF 앵테르나시오날(RTBF International)
- 비바시테(VivaCité)
- 뮈지크3(Musiq3)
- 클래식21(Classic21)
- 티피크(TIPIK) : 2020년 9월 7일 퓨어(Pure)와 라 되를 합쳐 론칭.

## 같이 보기
- VRT